# تان سن، بس گیانگ
تان سن، بس گیانگ (به لاتین: Tân Sơn, Bắc Giang) یک منطقهٔ مسکونی در ویتنام است که در استان باک گیانگ واقع شده‌است.